# Осинівка (Червенський район)
Осинівка (біл. вёска Асінаўка) — село в складі Червенського району Мінської області, Білорусь. Село підпорядковане Колодезькій сільській раді, розташоване в центральній частині області.